# نصرالله آباد (مقاطعة فومن)
نصرالله‌آباد (بالفارسية: نصراله آباد) هي قرية تقع في غيلان في إيران. يقدر عدد سكانها بـ 81 نسمة .